# Lepidopoda
Lepidopoda is een geslacht van vlinders uit de familie van de wespvlinders (Sesiidae), onderfamilie Sesiinae.
Lepidopoda is voor het eerst wetenschappelijk beschreven door George Francis Hampson in 1900. De typesoort is Lepidopoda heterogyna.

## Soorten
Lepidopoda omvat de volgende soorten:
- Lepidopoda andrepiclera Hampson, 1910
- Lepidopoda heterogyna Hampson, 1900
- Lepidopoda lutescens Diakonoff, 1968
- Lepidopoda sylphina Hampson, 1919